# Philip Richert
Philip Richert (* 25. Januar 1978 in Soltau) ist ein deutscher Schauspieler.

## Leben
Richert besuchte von 2000 bis 2003 die Schule für Schauspiel in Hamburg. In der Saison 2003/2004 hatte Richert ein Engagement beim Altonaer Theater in Hamburg. Seit 2004 gehört er zum Ensemble der Landesbühne Hannover. Daneben ist er seit 1997 Sänger der Band aquarius.

## Filmografie (Auswahl)
- 2000: Du wolltest es doch (Kurzfilm)
- 2002: Blind Date (Kurzfilm)
- 2002: Rosenstraße
- 2002: Seventeen – Mädchen sind die besseren Jungs
- 2002: Küstenwache
- 2006: Tatort – Schwarzes Herz
- 2009: Tatort – Schiffe versenken
- 2016, 2017, 2024: Rote Rosen

## Theater

### Altonaer Theater
- 2003–2004: Das fliegende Klassenzimmer

### Landesbühne Hannover
- 2004–2005: Ein Sommernachtstraum, Rolle: Demetrius
- 2004–2005: Das Apartment, Rolle: Karl Kubelick
- 2004–2005: Der Tartuffe, Rolle: Damis
- 2004–2005: Emilia Galotti, Rolle: Prinz von Guastalla
- 2004–2006: Baby Talk, Rolle: Robert
- 2005–2006: Harry & Sally, Rolle: Harry
- 2005–2006: Top Dogs, Rolle: Hanspeter Müller
- 2005–2007: Nimm mich! Lieb’ mich! Ändere dich!
- 2006: Der zerbrochne Krug, Rolle: Ruprecht
- 2006–2007: Medea – Eine Begegnung, Rolle: Aigeus/Bote I
- 2006–2007: Und ewig rauschen die Gelder, Rolle: Norman Bassett
- 2007: Bandscheibenvorfall, Rolle: Kretzky
- 2007: Amphitryon, Rolle: Amphitryon